# Plantae Heermanniae
Plantae Heermanniae (abreviado Pl. Heermann.) es un libro ilustrado con descripciones botánicas que fue escrito conjuntamente por Durand & Hilg. y que fue editado en el año 1854, con el nombre de Plantæ Heermannianæ. Descriptions of new plants, collected in south California by A. L. Heermann; with remarks on other plants heretofore described and belonging to the same collection..